# Štipoklasy (okres Kutná Hora)
Štipoklasy (německy Stipoklas) jsou obec v okrese Kutná Hora ve Středočeském kraji. Žije zde 139 obyvatel. Obec leží na regionální železniční trati Kutná Hora – Zruč nad Sázavou. Ve vzdálenosti patnáct kilometrů leží severně město Kutná Hora, šestnáct kilometrů severovýchodně město Čáslav, 21 kilometrů jižně město Světlá nad Sázavou a 22 km severně město Kolín.

## Historie
První písemná zmínka o obci pochází z roku 1385.
V obci Štipoklasy (220 obyvatel) byly v roce 1932 evidovány tyto živnosti a obchody: cihelna, hostinec, kovář, krejčí, obchod se smíšeným zbožím, trafika.

## Přírodní poměry
Obcí protéká říčka Vrchlice, která je levostranným přítokem řeky Klejnárky.

## Obyvatelstvo
| Rok            | 1869 | 1880 | 1890 | 1900 | 1910 | 1921 | 1930 | 1950 | 1961 | 1970 | 1980 | 1991 | 2001 | 2011 | 2021 |
| -------------- | ---- | ---- | ---- | ---- | ---- | ---- | ---- | ---- | ---- | ---- | ---- | ---- | ---- | ---- | ---- |
| Počet obyvatel | 209  | 206  | 204  | 194  | 199  | 220  | 183  | 182  | 178  | 147  | 144  | 130  | 123  | 156  | 133  |
| Počet domů     | 33   | 33   | 33   | 33   | 36   | 37   | 38   | 48   | 45   | 43   | 43   | 52   | 54   | 56   | 61   |

## Obecní správa

### Územněsprávní začlenění
Dějiny územněsprávního začleňování zahrnují období od roku 1850 do současnosti. V chronologickém přehledu je uvedena územně administrativní příslušnost obce (osady) v roce, kdy ke změně došlo:
- 1850 země česká, kraj Pardubice, politický i soudní okres Kutná Hora[7]
- 1855 země česká, kraj Čáslav, soudní okres Kutná Hora
- 1868 země česká, politický i soudní okres Kutná Hora
- 1939 země česká, Oberlandrat Kolín, politický i soudní okres Kutná Hora[8]
- 1942 země česká, Oberlandrat Praha, politický i soudní okres Kutná Hora[9]
- 1945 země česká, správní i soudní okres Kutná Hora[10]
- 1949 Pražský kraj, okres Kutná Hora[11]
- 1960 Středočeský kraj, okres Kutná Hora, obec Černíny[12]
- k 24. listopadu 1990 Středočeský kraj, okres Kutná Hora[12]
- 2003 Středočeský kraj, obec s rozšířenou působností Kutná Hora

## Doprava
Dopravní síť
- Pozemní komunikace – Obcí procházejí silnice II/126 Kutná Hora – Štipoklasy – Zbraslavice – Zruč nad Sázavou a II/339 Čáslav – Červené Janovice – Štipoklasy – Ledeč nad Sázavou.

- Železnice – Obcí vede železniční trať 235 Kutná Hora – Zruč nad Sázavou. Jedná se o jednokolejnou regionální trať, zahájení dopravy bylo roku 1905. Na území obce leží železniční zastávka.

- Jeden kilometr jižně od Štipoklas se nachází malé vnitrostátní letiště Zbraslavice.

Veřejná doprava 2011
- Autobusová doprava – V obci měly autobusové linky Kutná Hora-Zruč nad Sázavou (v pracovních dnech 6 spojů), Čáslav-Vodranty-Petrovice I-Štipoklasy (v pracovních dnech 1 spoj do Štipoklas) a Čáslav-Zruč nad Sázavou (v pracovních dnech 5 spoje) (dopravce Veolia Transport Východní Čechy, a. s.).

- Železniční doprava – Tratí 235 jezdilo v pracovních dnech 11 párů osobních vlaků, o víkendu 7 párů osobních vlaků.

## Pamětihodnosti
- venkovský dům čp. 23: zapsaný do Ústředního seznamu nemovitých kulturních památek ČR (číslo rejstříku ÚSKP 25891/2-3481)[13]

## Galerie

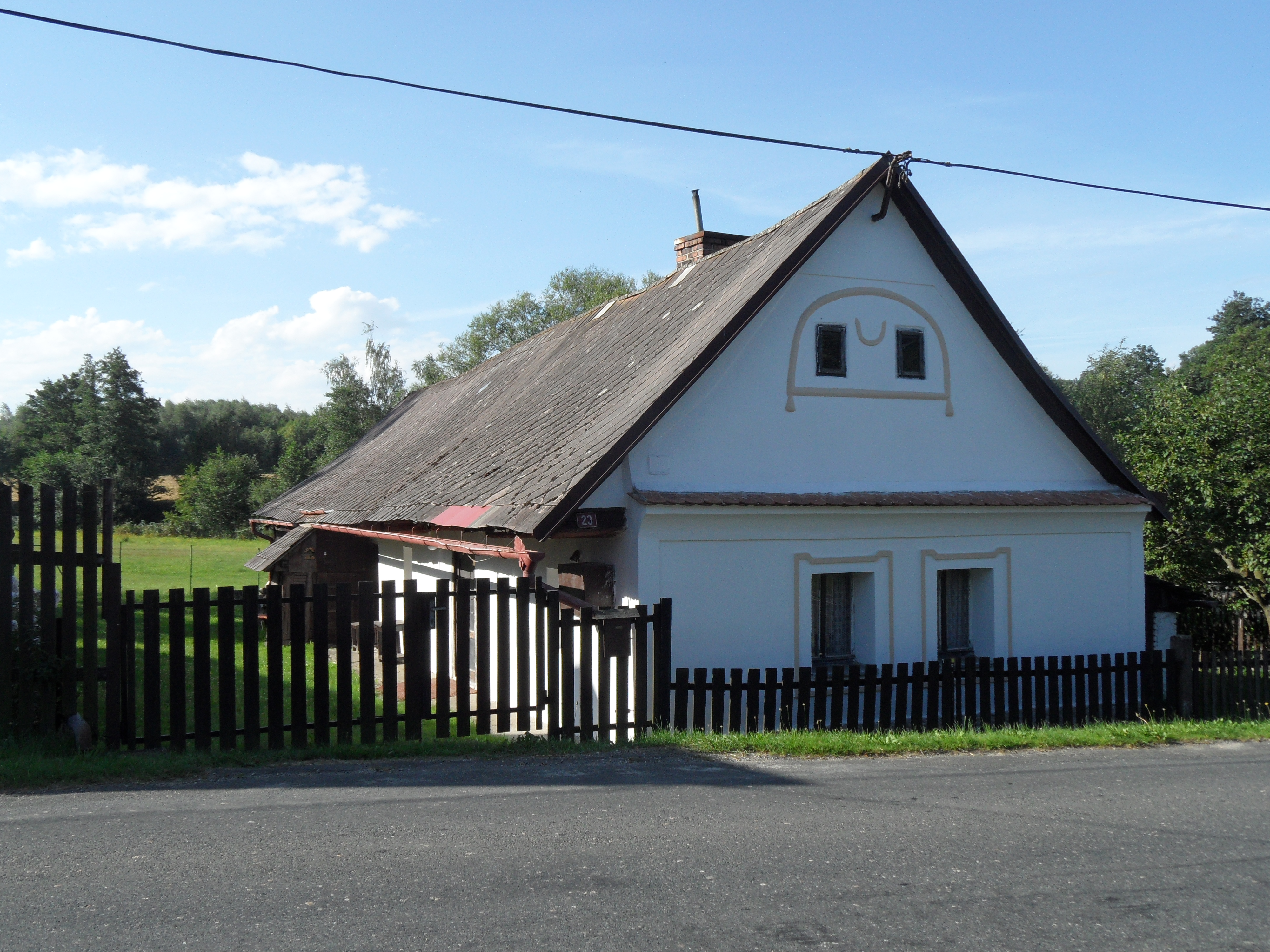
Památkově chráněný dům čp. 23
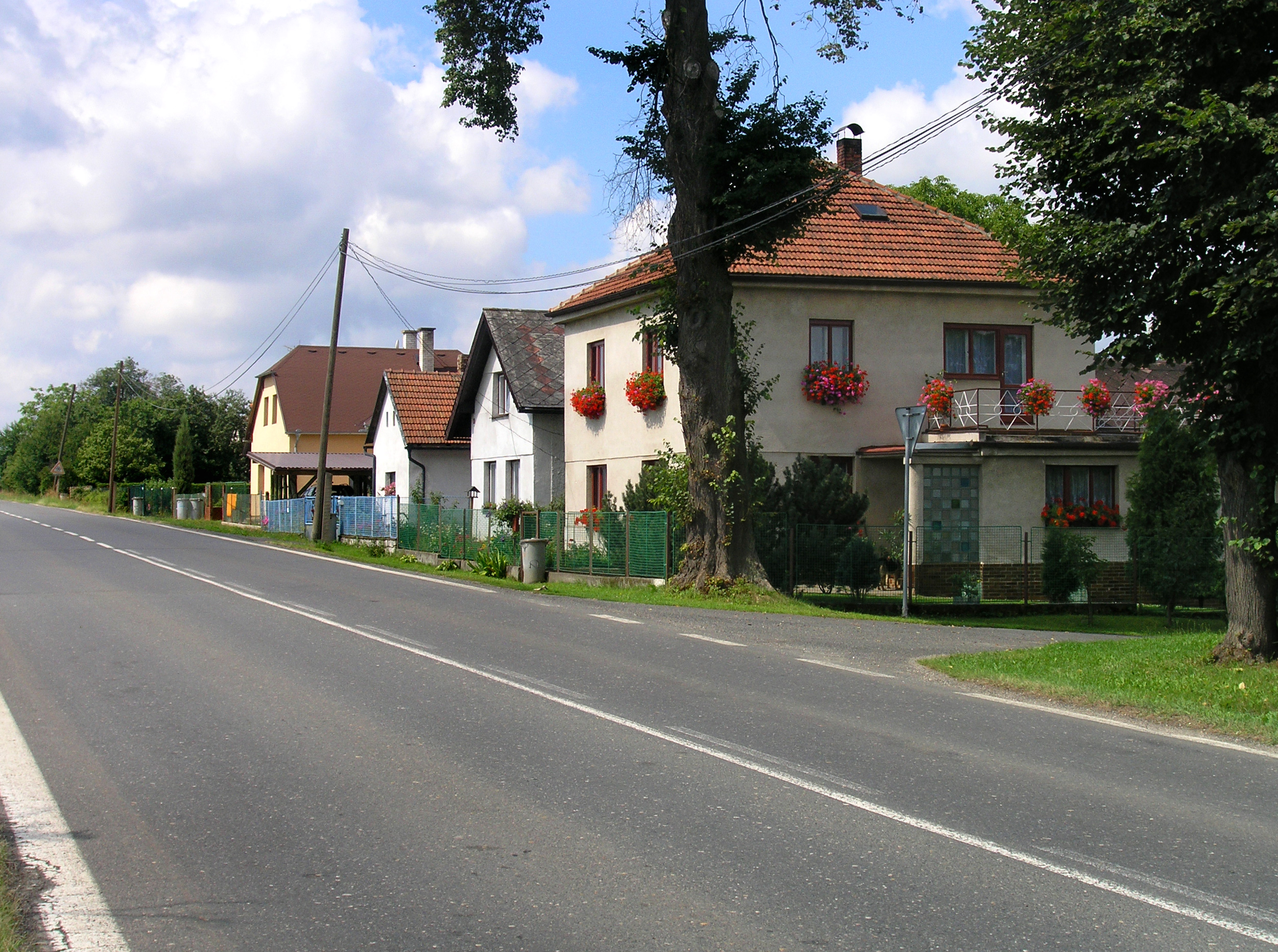
Východní část obce
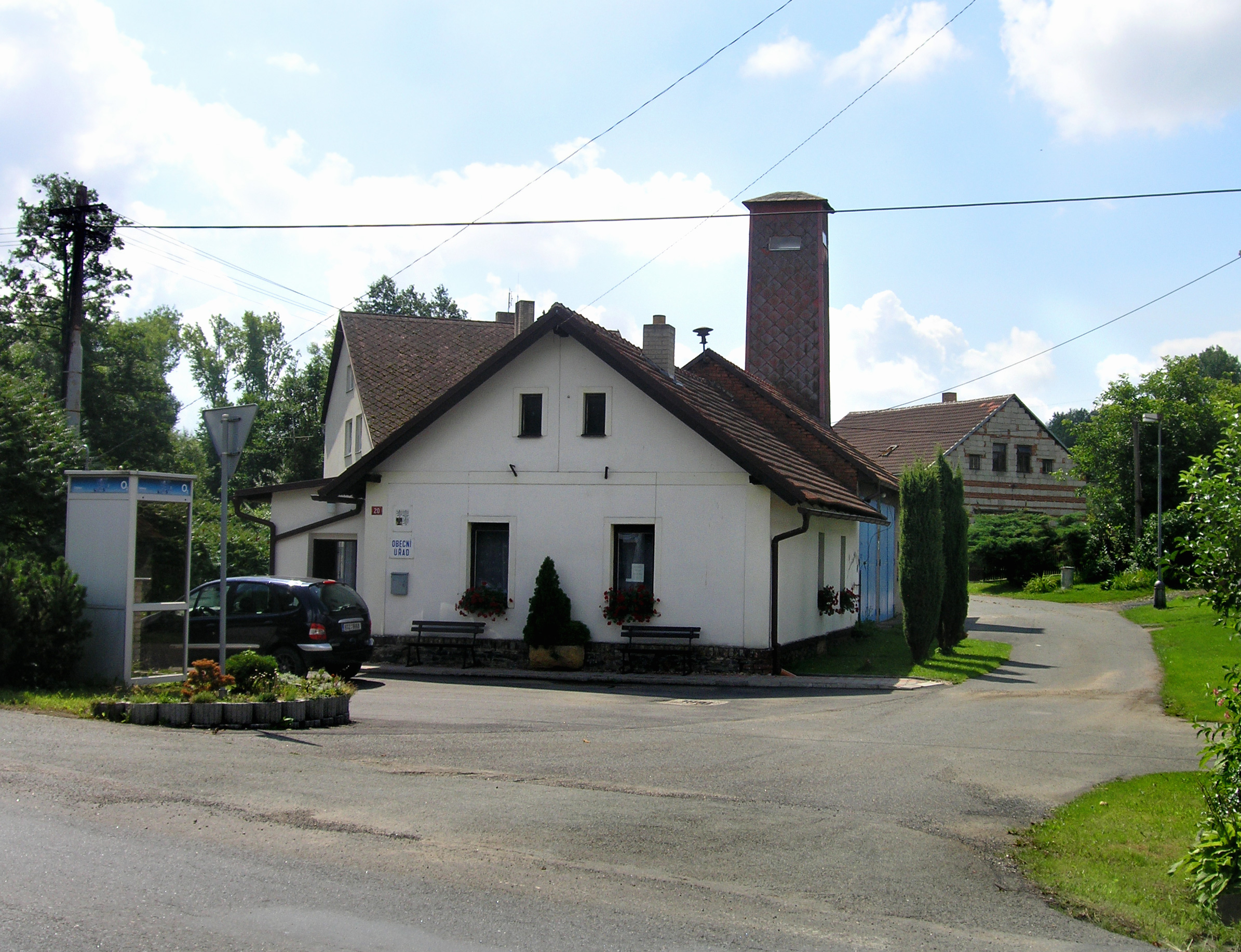
Obecní úřad
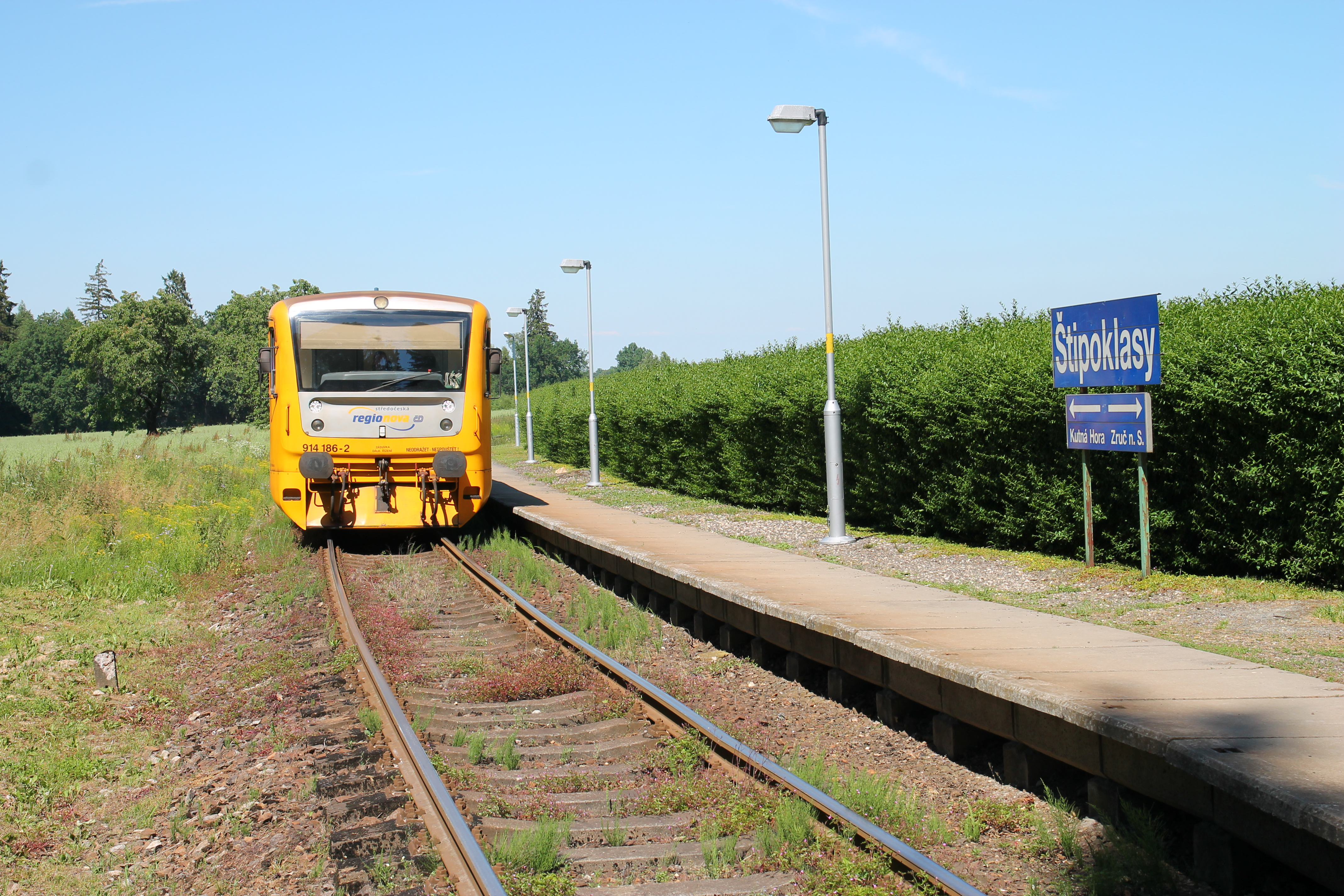
Železniční zastávka
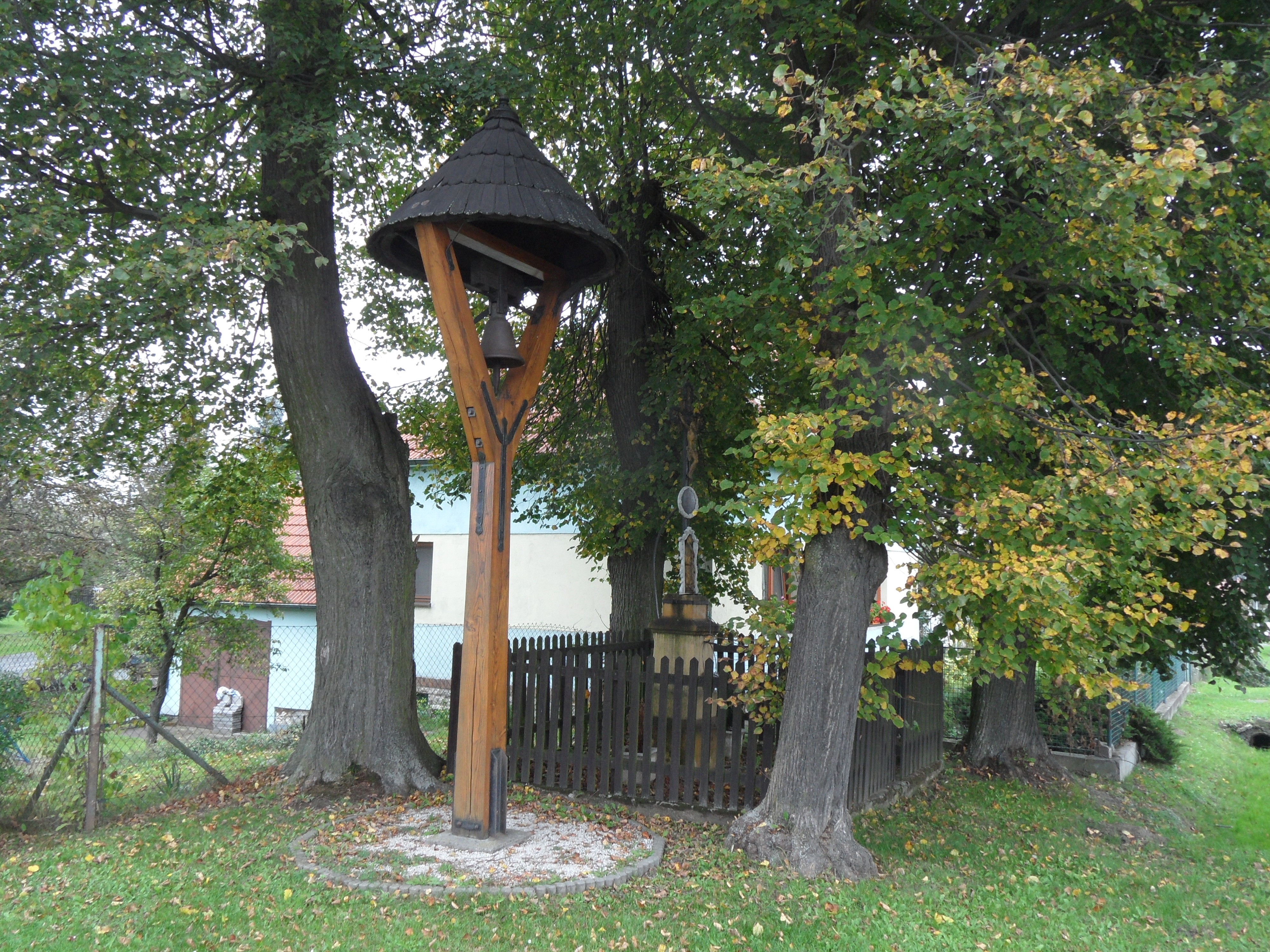
Zvonička a křížek